# セネド
セネド（Senedj）は、エジプト第2王朝のファラオであり、20年間エジプトを治めた。メンフィスに住んだ。後継者の一人セケムイブの礼拝堂は、セネドの葬儀の際の寺院として建設された。